# Mala Gradusa
Mala Gradusa falu Horvátországban, Sziszek-Monoszló megyében. Közigazgatásilag Sunjához tartozik.

## Fekvése
Sziszek városától légvonalban 18, közúton 31 km-re délkeletre, községközpontjától  légvonalban 9, közúton 10 km-re délnyugatra, a sziszeki Szávamentén, Drljača és Velika Gradusa között, a Gradusa-patak mentén fekszik.

## Története
Gradusa neve 1409-ben tűnik fel először „possessio Gradischa” néven. 1410-ben „Gradiha”, 1434-ben „Gradycha”, 1501-ben „Gradysa”, 1579-ben „Gradiska” alakban fordul elő a korabeli forrásokban. 1556-ban miután Kostajnica vára elesett ez a terület is török kézre került. Az állandó harcok elől a lakosság a biztonságosabb Nyugat-Magyarországra, főként a mai Burgenland területére menekült, mások török fogságba estek. Az 1683 és 1699 között zajlott felszabadító harcokat a karlócai béke zárta le, melynek eredményeként a török határ az Una folyóhoz került vissza. Sunja térsége 1687-ben szabadult fel a török uralom alól. A kiürült területre hamarosan megkezdődött a keresztény lakosság betelepítése.
Mala Gradusa is a térség török alóli felszabadítása után, a 18. század elején pravoszláv lakossággal betelepített falvak közé tartozik. A falu 1773-ban az első katonai felmérés térképén „Dorf Unter Gradusza” néven szerepel. A településnek 1857-ben 120, 1910-ben 281 lakosa volt. Zágráb vármegye Petrinyai járásához tartozott. A délszláv háború előtt csaknem teljes lakossága (93%) szerb nemzetiségű volt. 1991. június 25-én a független Horvátország része lett. A délszláv háború idején szerb lakossága a JNA erőihez csatlakozott. A Krajinai Szerb Köztársasághoz tartozott. A falut 1995. augusztus 5-én a Vihar hadművelettel foglalta vissza a horvát hadsereg. A szerb lakosság nagy része elmenekült. A településnek 2011-ben 20 lakosa volt.

## Népesség
| Lakosság változása | Lakosság változása | Lakosság változása | Lakosság változása | Lakosság változása | Lakosság változása | Lakosság változása | Lakosság változása | Lakosság változása | Lakosság változása | Lakosság változása | Lakosság változása | Lakosság változása | Lakosság változása | Lakosság változása | Lakosság változása |
| ------------------ | ------------------ | ------------------ | ------------------ | ------------------ | ------------------ | ------------------ | ------------------ | ------------------ | ------------------ | ------------------ | ------------------ | ------------------ | ------------------ | ------------------ | ------------------ |
| 1857               | 1869               | 1880               | 1890               | 1900               | 1910               | 1921               | 1931               | 1948               | 1953               | 1961               | 1971               | 1981               | 1991               | 2001               | 2011               |
| 120                | 158                | 179                | 213                | 267                | 281                | 272                | 277                | 208                | 209                | 190                | 179                | 145                | 138                | 57                 | 20                 |

## Nevezetességei
Római épületmaradványok.